# Enteroscopia
L'enteroscopia in campo medico, è uno strumento che serve per visualizzare il piccolo intestino, arrivando a perlustrare anche la seconda porzione duodenale, viene utilizzato sia come esame per effettuare diagnosi, ma anche come normale trattamento in determinati casi.

## Metodi
Esistono due tecniche, una chiamata "tecnica push" (tecnica di schiacciamento) dove lo strumento viene spinto manualmente ma la sua penetrazione rimane più marginale, l'altro metodo si chiama "sondy type" (tipo sonda) dove l'esame è invece più completo.
Ultimamente si stanno sperimentando nuove tecniche di utilizzo di tale strumento, dove oltre a far avanzare lo strumento dentro il corpo è anche possibile fissarlo grazie al lavoro di una coppia di palloni che vengono gonfiati successivamente all'introduzione.

## Utilizzi
Fra i diversi utilizzi possibili, vi è il trattamento per i vari tipi di emorragie, le angiodisplasie digiunali, malformazioni vascolari, mentre come esame diagnostico è utile ai fini di studio di tumori e lesioni.